# 歐拉夫·亨利克森
歐拉夫·亨利克森（英語：Olaf Henriksen，1888年4月26日—1962年10月17日），綽號「瑞典佬」，為前美國職棒大聯盟的外野手。他是大聯盟唯一一位在丹麥出生的選手，並在紅襪效力達7個球季。他和貝比·魯斯及特里斯·史畢克都當過隊友，拿下3次世界大賽冠軍。
亨利克森是個上壘率極高的選手，目前他仍保有菜鳥上壘率次高的紀錄(累積滿100個打席)。儘管他生涯只敲出1轟，多半擔任板凳球員。不過他在1912年的世界大賽，曾對克里斯提·馬修森敲出致勝安打，幫助球隊奪冠。

## 職業生涯
亨利克森出生於丹麥，至今仍不知道他移民美國的原因。只知道他在小聯盟打球時被波士頓美國人的球探發掘。1911年8月11日，23歲的亨利克森登上大聯盟。
1912年，交易市場一度出現紅襪要將亨利克森和Hugh Bradley交易到洋基，並換來明星一壘手Hal Chase的傳聞，但這項交易並未成真。
1917年6月27日，亨利克森完成大聯盟最終戰。三天後他被球隊釋出，並下放到小聯盟，但他拒絕到小聯盟報到。原本羅賓隊打算簽下亨利克森，並讓他以代打身分上場，但最後也沒有實現。亨利克森在卸下球員身分後，擔任了波士頓學院棒球隊的總教練。他也有在半職業球隊執教過的紀錄。
亨利克森育有1子1女。1962年10月17日，幾個月前才參加紅襪奪冠50週年紀念活動的亨利克森與世長辭，享年74歲。

## 生涯打擊成績
| 出賽次數 | 打席 | 打數 | 得分 | 安打 | 二安 | 三安 | 全壘打 | 打點 | 盜壘 | 保送 | 三振 | 打擊率 | 上壘率 | 長打率 | OPS  |
| -------- | ---- | ---- | ---- | ---- | ---- | ---- | ------ | ---- | ---- | ---- | ---- | ------ | ------ | ------ | ---- |
| 321      | 615  | 487  | 84   | 131  | 12   | 7    | 1      | 48   | 15   | 97   | 73   | .269   | .392   | .329   | .721 |

## 外部連結
- 球員資訊和成績在MLB，ESPN，Baseball-Reference，Fangraphs（英文）